# Costachorema peninsulae
Costachorema peninsulae är en nattsländeart som beskrevs av Ward 1995. Costachorema peninsulae ingår i släktet Costachorema och familjen Hydrobiosidae. Inga underarter finns listade i Catalogue of Life.